# Агарак (район Аштарака)
Агара́к (вірм. Ագարակ) — село у марзі Арагацотн, на заході Вірменії. Село розташоване поруч з містом Аштарак та неподалік від ділянки Аштарак — Талін траси Єреван — Гюмрі. Село розташоване на річці Амберд.
Село було засноване у 1919 році вірменськими біженцями з Бітлісу та Вану, яким вдалося врятуватися від турків під час Геноциду вірмен.
За етнічним складом населення більшу частину населення складають вірмени. Постійне населення становить близько 1 600 — 1 800 осіб. Частина будинків належить мешканцям Єревану та Аштараку, що корінням з Агараку, та використовують їх як дачі. Основна діяльність населення — сільське господарство та видобуток будівельного каменю. В селі є загальноосвітня школа, магазини, перукарня, АЗС, підприємства малого бізнесу.